# Батігоподібна змія плямиста
Батігоподібна змія плямиста (Ahaetulla pulverulenta) — отруйна змія з роду Батігоподібна змія родини Вужеві.

## Опис
Загальна довжина досягає 1,67 м, з якої значну частину складає довгий хвіст. Голова вузька, трикутна. Морда витягнута на кшталт «хобота», довжина якого перевищує ширину ока, складається головним чином з подовженого, чотиристороннього, згорнутого переднього лицьового щитка, який вкритий зверху дрібними лусочками. Уздечного щитка немає.
Забарвлення буро—сіре з пурпуровим мармуровим малюнком й темно—бурими цяточками, шкіра між лусочками білого й чорного кольору. Завдяки цьому, коли змія витягується, можна розгледіти, як чергуються кільцеві смужки обох цих кольорів. Бура смужка йде до ока. Щитки на голові мають буре забарвлення з широкими жовтими краями.

## Спосіб життя
Полюбляє тропічні ліси. Зустрічається на висоті 570 м над рівнем моря. активна вдень. Усе життя проводить на деревах. Харчується ящірками, птахами та гризунами.
Це яйцеживородна змія. Самиця народжує від 5 до 15 дитинчат.

## Розповсюдження
Мешкають на о.Шрі-Ланка, у горах Анаймалай (Східні Гати), Бангладеш.